# جائزة أستراليا الكبرى 1972
جائزة أستراليا الكبرى 1972 هو سباق فورمولا 1 أقيم بتاريخ 20 فبراير 1972 في ملبورن، فيكتوريا.